# Oospila acymanta
Oospila acymanta es una especie de polilla perteneciente a la familia Geometridae, descrita por el lepidopterólogo inglés Louis Beethoven Prout en 1933, con distribución en Brasil. Pertenece a un grupo de especies características morfológicas similares y que lleva el nombre de Oospila flavilimes.